# Sort Of
Sort Of è l'album di debutto degli Slapp Happy, gruppo musicale avant-rock formato da Peter Blegvad, Anthony Moore e Dagmar Krause. Fu registrato a nell'allora Germania Ovest tra maggio e giugno 1972, con l'aiuto dei Faust.
Il tecnico del suono era Kurt Graupner, mentre il design dell'album e la copertina furono curati da David Larcher.
Dall'album è stato tratto il singolo Just a Conversation/Jumpin' Jonah (Polydor).

## Tracce
Tutti i brani sono di Peter Blegvad e Anthony Moore.

### Lato A
1. Just a Conversation – 4:02
2. Paradise Express – 2:40
3. I Got Evil – 2:30
4. Little Girl's World – 3:25
5. Tutankhamun – 2:17
6. Mono Plane – 6:50

### Lato B
1. Blue Flower – 5:10
2. I'm All Alone – 2:30
3. Who's Gonna Help Me Now? – 2:25
4. Small Hands Of Stone – 4:38
5. Sort Of – 2:15
6. Heading For Kyoto – 3:00

## Formazione
- Peter Blegvad - chitarra, sassofono (in Small Hands Of Stone), voce
- Dagmar Krause (accreditata come "Daggi") - voce, tamburello, piano (in Blue Flower e Little Girls World), wood-block
- Anthony Moore - chitarra, tastiere, voce
- Gunter Wüsthoff - sassofono in Paradise Express e I'm All Alone
- Werner "Zappi" Diermaier - batteria
- Jean-Hervé Péron - basso

## Edizioni in CD
Sort Of è stato pubblicato in CD dalla Blueprint Records nel 1995, con la bonus track Jumpin' Jonah, B-side del singolo Just a Conversation.